# 朗索尼耶尔
朗索尼耶尔（法語：Rançonnières，法語發音：[ʁɑ̃sɔnjɛʁ]）是法国上马恩省的一个市镇，属于朗格勒区。

## 地理
朗索尼耶尔（47°56'10"N, 5°33'30"E）面积8.35 平方千米，位于法国大東部大區上马恩省，该省份为法国东北部内陆省份，北起马恩省和默兹省，西接奥布省，西南接科多尔省，东南接上索恩省，东临孚日省。
与朗索尼耶尔接壤的市镇（或旧市镇、城区）包括：巴西尼地区昂迪伊、阿夫勒库尔、巴西尼地区塞勒、拉韦尔努瓦、索尔克叙尔、维克。

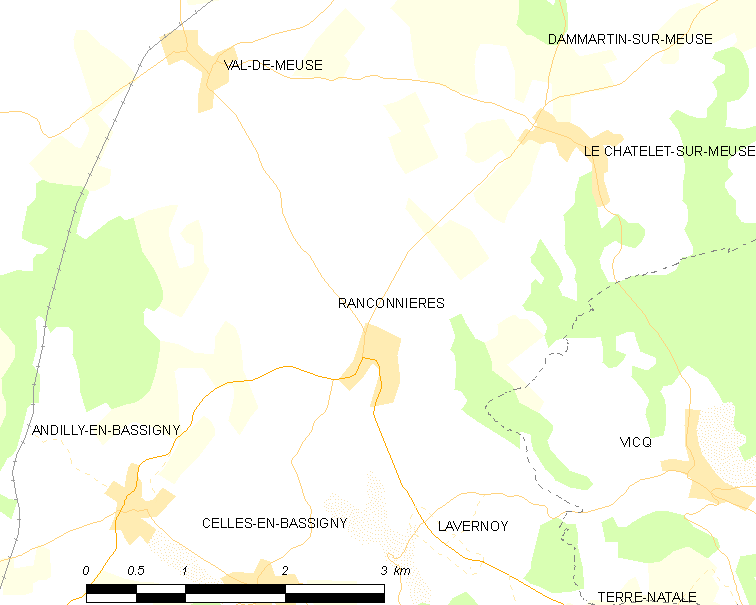
朗索尼耶尔的OSM定位图

朗索尼耶尔的时区为UTC+01:00、UTC+02:00（夏令时）。

## 行政
朗索尼耶尔的邮政编码为52140，INSEE市镇编码为52415。

## 政治
朗索尼耶尔所属的省级选区为波旁莱班县。

## 人口

1962-2008年间朗索尼耶尔人口变化图示

朗索尼耶尔于2022年1月1日时的人口数量为124人。